# قطع‌نامه (مجموعه شعر)
قطع‌نامه چهارمین دفتر شعر احمد شاملو است. این دفتر شامل چهار شعر است.
- تا شکوفهٔ سرخ یک پیراهن (مهر ۱۳۲۹)
- سرود مردی که خودش را کشته است (۳ تیر ۱۳۳۰)
- سرود بزرگ (به شن‌ـچو، رفیقِ ناشناسِ کُره‌ای) (۱۶ تیر ۱۳۳۰)
- قصیده برای انسان ماه بهمن (بهمن ۱۳۲۹)

چاپ اول این کتاب در ۱۳۳۰ با مقدمه‌ای از فریدون رهنما با نام مستعار چوبین منتشر شد و چاپ دوم، سی سال بعد در ۱۳۶۰ که علاوه بر مقدمهٔ چاپ اول مقدمهٔ دیگری از ع. پاشایی را نیز داراست. پس از آن چاپ‌های متعددی از آن منتشر شده‌است.
شاملو در مورد نام کتاب در یادداشت‌ها و توضیحات می‌گوید: «عنوانِ این شعر، نخست شعرِ سفیدِ غفران بود که بعد به قطع‌نامه تبدیل شد؛ و هنگامی که با فریدون رهنما و مرتضا کیوان کلمهِ اخیر را برایِ عنوانِ مجموعه برگزیدم نامِ این شعر را به تا شکوفهِ سُرخِ یک پیراهن تغییر دادم. علت این بود که با این ترتیب، قطع‌نامه می‌توانست هر چهار شعرِ مجموعه و به‌خصوص دو شعر نخستین آن را پر معنی‌تر کند.»

## اهمیت کتاب
- مسئله پیدایش شعر سپید یا منثور، که امروز توسط بعضی از منتقدان شعر شاملویی نیز نامیده می‌شود. این کتاب شامل نخستین شعرهای سپید احمد شاملو است.
- مقدمهٔ تاریخی فریدون رهنما بر این کتاب ارزش تاریخی ویژه‌ای دارد.

## مقدمهٔ فریدون رهنما
فریدون رهنما در مقدمه‌ای که بر چاپ اول قطع‌نامه نوشته‌است سعی می‌کند تعریفی پیش‌رو از شعر به لحاظ مفهومی ارائه دهد و از نظر بررسی شکلی اشعار نیز به بدون وزن بودن آن‌ها اشاره دارد. رهنما در مقدمهٔ خود بر این کتاب می‌نویسد: «ریتم و وزن از خارج بر شعر و شاعر تحمیل نشده، بلکه اوامر احساسات صبح را اجرا می‌کند.»
این یعنی مرزبندی با شعر نویی که با نیما آغاز شده بود. در شعر آزاد و نیمایی هر چند بلندی و کوتاهی وزن عروضی رعایت نمی‌شد اما وزن عروض به هر حال وجود دارد فقط به صورت «آزاد» مورد استفاده قرار می‌گیرد. انتخاب نام قطعنامه برای این کتاب نیز اشاره به «مانیفست» بودن این اشعار و مرزبندی‌شان هم از حیث محتوا و هم از نظر شکل با شعر قبل از آن است.
جملهٔ دیگری در مقدمه رهنما آمده‌است که برای تاریخ ادبیات معاصر فارسی اهمیت ویژه‌ای دارد زیرا مستقیماً در آن از نیما یوشیج انتقاد شده‌است. رهنما می‌نویسد: «ریتم اشعار صبح را با ریتم اشعار اسپانیولی و آمریکای لاتینی بعد از لورکا می‌شود مقایسه کرد. دنیای پر از اشکال و تصاویر نابرابر نیما یوشیج که نتیجهٔ خشکی (در بهترین آثارش) به دهان ما می‌برد، با احساسات از بند رستهٔ صبح به‌راه افتاده‌اند و ما را به «نقاط عمیق درد پاشیده شده» هدایت می‌کنند.»
این جمله موجب ناراحتی شدید نیما شد و از دست شاملو که به حق او را شاگردِ خلف خود می‌دانست بسیار ناراحت کرد. شاملو خود در این‌باره می‌گوید: «قطعنامه که با مقدمهٔ فریدون رهنما درآمد نیما را به شدت عصبانی کرد. خیال کرد ما دو تا داریم جلوش جبهه می‌گیریم»

## شعرهای کتاب
شیوهٔ نگارش شعرها تماماً بر اساس: احمد شاملو، مجموعه‌یِ آثار دفترِ یکم:شعرها، چاپ دوم ۱۳۸۰، است.

### تا شکوفهٔ سرخ یک پیراهن
- «شعرِ اول در مجموعهِ «لحظه‌ها و همیشه» (سالِ ۱۳۴۳) نیز آمدبه خواستِ همسرم آیدا و به این دلیلِ بسیار ساده که در آن سال‌ها دیگر امیدِ تجدیدِ چاپِ قطع‌نامه نمی‌رفت‌ـ و به خودِ آیدا تقدیم شد. طبیعی ست که قسمت‌هائی از شعر، برایِ آن‌که بتواند در آن سال‌هایِ سیاه به چاپ برسد، حذف شده بود.»[۴]

پاشایی در مورد این شعر می‌گوید: «این شعر با نامی خون آلوده و باری‌ گران آغاز می‌شود؛ نامی که هم از نظر ترکیباتش کاملاً نو و پرمعنا است و هم از نظر محتوی، تمام شعر را که خواندید معنایش برای‌تان روشن می‌شود.»
چنین‌ام من

ــ زندانی‌یِ دیوارهایِ خوش‌آهنگِ الفاظِ بی‌زبان ــ

چنین‌ام من!

تصویرم را در قاب‌اش محبوس کرده‌ام

و نام‌ام را در شعرم

و پای‌ام را در زنجیرِ زن‌ام

و فردای‌ام را در خویشتنِ فرزندم

و دل‌ام را در چنگِ شما...

در چنگِ هم‌تلاشی‌یِ با شما

. که خونِ گرمِ تان را

به سربازانِ جوخهٔ اعدام

. می‌نوشانید

که از سرما می‌لرزند

و نگاهِ شان

. انجمادِ یک حماقت است.

### قصیده برایِ انسانِ ماهِ بهمن
- «شعری‌ست به مناسبتِ روزِ ۱۴ بهمن، سال‌گردِ قتلِ دکتر تقی ارانی در زندان، به دستورِ رضا خان»[۷]

اما بهارِ سرسبزی با خونِ ارانی

و استخوانِ ننگی در دهانِ سگِ انوالید!
□
و شعرِ زندگی‌یِ او، با قافیهٔ خون‌اش

و زندگی‌یِ شعرِ من

. با خونِ قافیه‌اش.

و چه بسیار

که دفترِ شعرِ زندگی‌شان را

با کفنِ سُرخِ یک خون شیرازه بستند.

چه بسیار

که کُشتند برده‌گی‌یِ زندگی‌شان را

تا آقایی‌یِ تاریخِ شان زاده شود.
...

### سرودِ مردی که خودش را کُشته است
- «این شعر نیز با دست‌کاری‌ها و حذفِ سطرهایی از آن در انتهایِ مجموعهِ «مرثیه‌هایِ خاک» (سالِ ۱۳۴۸) تجدیدِ چاپ شده است.»[۹]

فرانکو را نشان‌اش دادم

و تابوتِ لورکا را

و خونِ  تنتورِ او را بر زخمِ میدانِ گاوبازی.

و او به رؤیایِ خود شده بود

و به آهنگی می‌خواند که دیگر هیچ‌گاه

به خاطره‌ام بازنیامد.

آن وقت، ناگهان خاموش ماند

چرا که از بیگانه‌گی‌یِ صدای خود

که طنین‌اش به صدای زنجیرِ برده‌گان می‌مانِست

به شک افتاده بود...

### سرود بزرگ
- «این شعر به مناسبتِ حملهِ نیروهایِ آمریکا به خاکِ کرهِ شمالی نوشته شد.»[۹]

شن ــ چو

. بخوان!

. بخوان!

آوازِ آن بزرگْ‌دلیران را

آوازِ کارهای گِران را

آوازِ کارهای مربوط با بشر، مخصوص با بشر

آوازِ صلح را

آوازِ دوستانِ فراوانِ گم‌شده

آوازهای فاجعهٔ بلزن و داخاو

آوازهای فاجعهٔ وی‌یون...